# Четиридесет и осми пехотен дойрански полк
Четиридесет и осми пехотен дойрански полк е български пехотен полк, формиран през 1912 година и взел участие в Балканската, Междусъюзническата, Първата и Втората световна война.

## Формиране
Историята на полка започва през септември 1912 година, когато във Враца е формиран в четиридружинен състав Четиридесет и осми пехотен полк.

## Балкански войни (1912 – 1913)
Полкът взема участие в Балканска (1912 – 1913) и Междусъюзническата война (1913) в състава на 10-а пехотна сборна дивизия, като води военни действия Одринската и Чаталджанската операция, Булаирския бой и при Арнауткьой. След войната, през август 1913 е разформирован.

## Първа световна война (1915 – 1918)
Формиран е отново през септември 1915 година във Варна и влиза в състава на 3-та бригада от 4-та пехотна преславска дивизия.
При включването на България във войната полкът разполага със следния числен състав, добитък, обоз и въоръжение:
| Числен състав                                                      | Добитък   | Обоз                                     | Въоръжение                           |
| ------------------------------------------------------------------ | --------- | ---------------------------------------- | ------------------------------------ |
| Дружини: 4 Картечни роти: 1 Офицери: 61 Подофицери и войници: 3885 | Коне: 241 | Обикновени: 44 Товарни: 176 Специални: 4 | Пушки и карабини: 2953 Картечници: 4 |

След края на войната, през октомври 1918 е демобилизиран и разформиран. Дейстащите му чинове се зачисляват към 8-и пехотен приморски полк.

## Втора световна война (1941 – 1945)
За участие във Втората световна война (1941 – 1945) полкът е формиран съгласно заповед № 72 от 1 септември 1943 под името 48-и пехотен дойрански полк с щаб на 1-ва дружина в Струмица, а на 2-ра в Гевгели. Влиза в състава на 17-а пехотна щипска дивизия от Пета българска армия, като към полка се числят 15-и и 16-и граничен участък. Взема участие в първата фаза на заключителния етап на войната в състава на 2-ра конна бригада, като участва в боевете при Струмица, Турново и Радово. Разформиран е съгласно заповед № 11 от 9 октомври 1944.

## Наименования
През годините полкът носи различни имена според претърпените реорганизации:
- Четиридесет и осми пехотен полк (септември 1912 – 12 октомври 1918)
- Четиридесет и осми пехотен дойрански полк (1 септември 1943 – 9 октомври 1944)

## Командири
Званията са към датата на заемане на длъжността.
| №  | звание       | име            | дати                                      |
| -- | ------------ | -------------- | ----------------------------------------- |
| 1. | Полковник    | Георги Иванов  | Балканска война                           |
| 2. | Полковник    | Христо Енчев   | Първа световна война (към 31 август 1916) |
| 3. | Полковник    | Добри Коларов  | Първа световна война                      |
| 4. | Подполковник | Никола Сарафов | от 1943                                   |

Други командири: Петко Момчилов